# Реза Шахруді
Реза Шахруді (перс. رضا شاهرودی‎,, нар. 21 лютого 1972, Тегеран) — іранський футболіст, що грав на позиції півзахисника. Згодом — футбольний тренер.
Виступав, зокрема, за клуб «Персеполіс», а також національну збірну Ірану, у складі якої був учасником чемпіонату світу 1998 року.

## Клубна кар'єра
У дорослому футболі дебютував 1989 року виступами за команду клубу «Мехр Шеміран», в якій провів один сезон, після чого у 1991 грав за клуб «Кешаварз».
Своєю грою за останню команду привернув увагу представників тренерського штабу клубу «Персеполіс», до складу якого приєднався 1992 року. Відіграв за тегеранську команду наступні шість сезонів своєї ігрової кар'єри.
Згодом з 1998 по 2004 рік грав у складі команд клубів «Алтай», «Персеполіс», «Далянь Шиде» та «Пасаргард».
Завершив професійну ігрову кар'єру у клубі «Пайкан», за команду якого виступав протягом 2005—2006 років.

## Виступи за збірну
1994 року дебютував в офіційних матчах у складі національної збірної Ірану. Протягом кар'єри у національній команді, яка тривала 5 років, провів у формі головної команди країни 30 матчів, забивши 4 голи.
У складі збірної був учасником чемпіонату світу 1998 року у Франції, де, утім, на поле не виходив.

## Тренерська робота
Завершивши виступи на футбольному полі, 2006 року став асистентом головного тренера клубу «Гахар Загрос», згодом працював на аналогічних посадах в клубах «Ковсар Лорестан» та «Стіл Азін». 2018 року був призначений асистентом Златко Краньчара у тренерському штабі олімпійської збірної Ірану.